# Broken Boy Soldier (singolo)
Broken Boy Soldier è un singolo del gruppo rock The Raconteurs, pubblicato nel 2006 ed estratto dall'album Broken Boy Soldiers, del quale è la "title track".

## Tracce
- CD

1. Broken Boy Soldier
2. Broken Boy Soldier (KCRW Session)
3. Yellow Sun

## Formazione
- Jack White
- Brendan Benson
- Jack Lawrence
- Patrick Keeler